# DSB (기업)
DSB는 덴마크의 국영 철도 회사로, 덴마크 국철(Danske Statsbaner)의 약자이다. DSB는 덴마크의 여객 수송의 대부분을 담당하고 있다. DSB는 S-토그라는 근거리 수송을 전개하고 있으며, 수도인 코펜하겐을 중심으로 다른 지역과 연결하고 있다.
DSB는 1885년 정부에 의해 De jysk-fynske 철도와 De sjællandske 철도를 통합하여 설립되었다.

## 개요
DSB는 1999년부터 독립 채산으로 운영되는 국영 기업이다. 2005년 기준으로 약 9,000명의 직원이 있다. 또한, 다음과 같은 여러 부서가 있다.
- DSB Commercial
- DSB S-tog a/s
- DSB Long-Distance & Regional Trains
- DSB Finance
- DSB HR & Organisation
- DSB Vedligehold A/S

## 같이 보기
- 아리바